# رپیدآی
رپیدآی (انگلیسی: RapidEye) یک ارائه‌دهنده اطلاعات مکانی آلمانی بود که بر کمک به تصمیم‌گیری مدیریتی از طریق خدمات مبتنی بر تصاویر رصد زمین خود متمرکز بود. این شرکت یک صورت فلکی پنج منظومه ماهواره‌ای تولید می‌کرد که تصاویری با وضوح ۵ متر تولید می‌کرد که توسط مک‌دونالد، دتوایلر (اکنون MDA (مک‌دونالد، دتوایلر و شرکاء) از ریچموند، بریتیش کلمبیا طراحی و اجرا شد.